# Hexatoma (Eriocera) pervia
Hexatoma (Eriocera) pervia is een tweevleugelige uit de familie steltmuggen (Limoniidae). De soort komt voor in het Neotropisch gebied.